# Salamis (mythologie)
Pour les articles homonymes, voir Salamis.
Dans la mythologie grecque, Salamis, fille du dieu fleuve Asopos et de Métope (fille de Ladon), est une nymphe. Elle s'unit à Poséidon dont elle a un fils, Cychrée. Celui-ci donnera ensuite son nom à l'île de Salamine.